# كيناليزارين
كيناليزارين هو مركب عضوي صيغته C14H8O6، تتألف بنيته من هيكل أنثراكينون مع وجود أربع مجموعات من الهيدروكسيل.

## الخواص
وجد أن المركب قادر على تثبيط أداء بعض الإنزيمات.

## الاستخدمات
يستخدم المركب في تركيب بعض الكواشف الكيميائية للكشف عن المغنيسيوم على سبيل المثال.